# Sudan-Airways-Flug 2241
Der Sudan-Airways-Flug 2241 (Flugnummer IATA: SD2241, ICAO: SUD2241, Funkrufzeichen: SUDANAIR 2241) war ein internationaler Frachtflug der Fluggesellschaft Azza Transport, der am 21. Oktober 2009 im Auftrag von Sudan Airways vom Flughafen Schardscha zum Flughafen Khartum durchgeführt wurde. Kurz nach dem Start kam es an der auf diesem Flug eingesetzten Boeing 707-330C mit dem Luftfahrzeugkennzeichen ST-AKW zu einem Strömungsabriss. Die nicht mehr kontrollierbare Maschine stürzte zu Boden, wobei alle sechs Insassen an Bord ums Leben kamen.

## Maschine
Das betroffene Flugzeug war eine im Jahr 1969 auf dem Boeing Field, Washington gebaute Boeing 707-330C mit der Werknummer 20123 und der Modellseriennummer 788. Die Maschine wurde am 17. Februar mit dem Luftfahrzeugkennzeichen D-ABUJ auf den Hersteller zugelassen, zehn Tage später übernahm die Lufthansa die Maschine und gab ihr den Taufnamen Africa. Von März 1977 bis Oktober 1979 war die Maschine dann an Condor  Flugdienst verleast. Im Mai 1981 übernahm die Abu Dhabi Amiri Flight die Maschine und ließ sie mit dem Kennzeichen A6-DPA wieder zu. Im Mai 1986 übernahm die Regierung des Sudan die Maschine und ließ sie in diesem Zuge mit dem Kennzeichen ST-AKW wieder zu. Im Oktober 1986 kaufte Nile-Safaris-Aviation die Maschine. Von 1986 bis 1987 sowie von Mai bis Oktober 1989 war die Maschine an Sudan Airways und ab Juni 1992 an Trans Arabian Air Service verleast. Ab August 1994 flog die Maschine für AZZA Transport. Im Februar 1997 wurde die Maschine mit dem Kennzeichen P4-AKW auf die Ibis Aviation aus Aruba zugelassen, ab Mai 2002 trug die Maschine wieder das Kennzeichen ST-AKW und war für die AZZA Transport im Einsatz. Das vierstrahlige Langstreckenflugzeug war mit vier Mantelstromtriebwerken des Typs Pratt & Whitney JT3D-3B ausgestattet. Bis zum Unfallzeitpunkt hatte die Maschine  eine Gesamtbetriebsleistung von 77.484 Betriebsstunden absolviert, auf die 26.888 Starts und Landungen (= Flugzyklen) entfielen.

## Insassen
Der 61-jährige Flugkapitän (* 1. Januar 1948) war neben der Boeing 707 auch für die Flugzeugtypen Boeing 737, Fokker F-27, Fokker 50, Cessna 206 und Piper PA-28 lizenziert. Er verfügte über 19.943 Stunden Flugerfahrung mit Maschinen aller Typen. Der 34-jährige Erste Offizier (* 18. März 1975) war neben der Boeing 707 auch für die Flugzeugtypen Boeing 737, Cessna 152, Cessna 172, Cessna 310, de Havilland Canada DHC-6 Twin Otter und Let L-410 lizenziert. Er verfügte über 6.649 Stunden Flugerfahrung, von denen 900 Stunden auf die Boeing 707 entfielen. Der 43-jährige Flugingenieur (* 13. Oktober 1956) verfügte über 7.324 Stunden Flugerfahrung.

## Fracht
Die geladene Fracht bestand aus Klimaanlagenkomponenten, Autoteilen, Computern und persönlichen Gegenständen.

## Unfallhergang
Die Maschine hob um 15:29 Uhr von Startbahn 30 ab. Während des Starts riss die Triebwerksverkleidung vom Triebwerk Nr. 4 (rechts außen) von der Maschine ab und fiel auf die Startbahn. Die Maschine stieg in einem flachen Winkel mit waagerecht ausgerichteten Tragflächen in die Luft, als der Flugkapitän der Flugsicherung mitteilte, dass das Triebwerk Nr. 4 ausgefallen sei. Offenbar vermutete er dies, da ihm fehlerhafte Parameter des Triebwerksdrucks (Engine Pressure Ratio, EPR) angezeigt wurden, was mit einer infolge des Abrisses der Triebwerksklappe beschädigten Leitung zusammenhing. Der Flugkapitän erbat eine Freigabe zur Rückkehr zum Flughafen Schardscha und flog mit der Maschine eine Rechtskurve, hierbei nahm der Rollwinkel immer weiter zu. Die Boeing näherte sich mit einer hohen Sinkgeschwindigkeit dem Boden, bis sie um 15:31 Uhr mit einem Rollwinkel von 90 Grad auf dem Boden aufschlug und explodierte. Die Maschine wurde bei dem Unfall völlig zerstört, alle sechs Insassen kamen ums Leben.

## Ursache
Die Unfallermittler gaben als Ursachen für den Unfall den Abriss der Triebwerksklappen beim Start, die Beschädigung der EPR-Leitung und die fehlerhafte Reaktion der Flugbesatzung auf den nicht vorliegenden, aber irrtümlich angenommenen Triebwerksschaden an Triebwerk Nr. 4 an. In der Folge habe sich der rechtswärtige Rollwinkel immer weiter erhöht, bis er schließlich überkritische Werte erreichte und es zu einem nicht mehr abwendbaren Kontrollverlust kam. Die Ermittler stellten ferner fest, dass im Rahmen von vorangegangenen Wartungsarbeiten eine Reihe von Reparaturen an den Triebwerksklappen durchgeführt wurden, die nicht den herstellerseitigen Wartungsstandards entsprachen. Das gesamte Wartungssystem von AZZA Transport war mangelhaft. In diesem Zusammenhang wurde auch die mangelnde Überwachung der durchgeführten Arbeiten durch den Betreiber sowie die Zivilluftfahrtorganisation des Sudan bemängelt.